# Barbu Dimitrie Știrbei

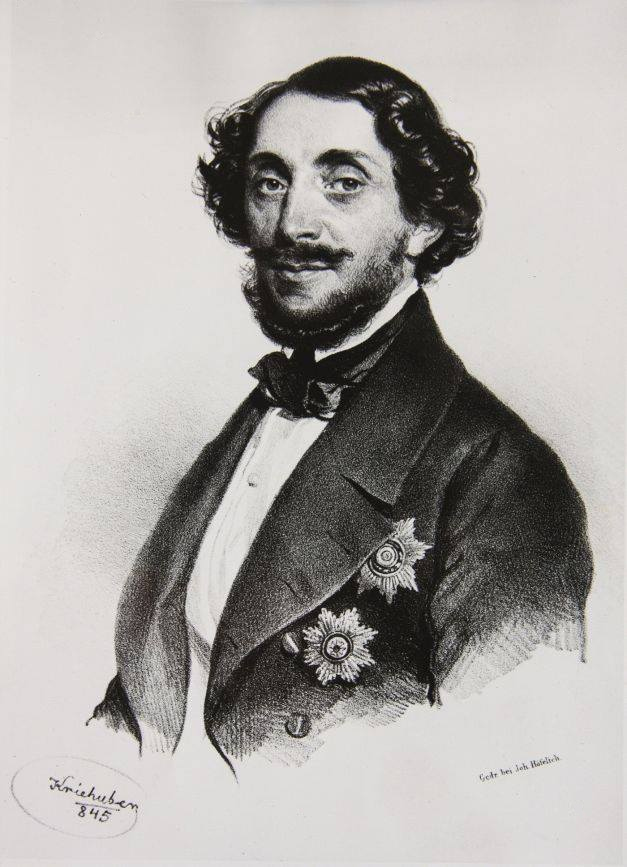
Barbu Dimitrie Știrbei 1845

Fürst Barbu Dimitrie Știrbei, auch Știrbey, (* 17. August 1799 in Craiova; † 13. April 1869 in Nizza) entstammte einer rumänischen Bojarenfamilie und war langjähriger Minister, sodann letzter Herrscher des Fürstentums der Walachei.

## Herkunft
Barbu Dimitrie Bibescu aus der Bojarenfamilie gleichen Namens, deren Gründer Cernică Izvoranul, genannt Știrbei, einst dem Fürsten Constantin Brâncoveanu (1688–1714) gedient hatte, war der Sohn des Woiwoden und Großkanzlers der Walachei Dimitrie Bibescu († 1831) und seiner Frau Ecaterina Văcărescu. Er war der ältere Bruder des walachischen Herrschers Gheorghe Bibescu (1802–1873). Barbu wurde von seinem kinderlosen Großvater, dem ehemaligen Großkanzler des Landes Barbu Știrbei, am 20. Dezember 1811 adoptiert, nahm dessen Familiennamen an und erbte das ganze Vermögen.

## Biographie

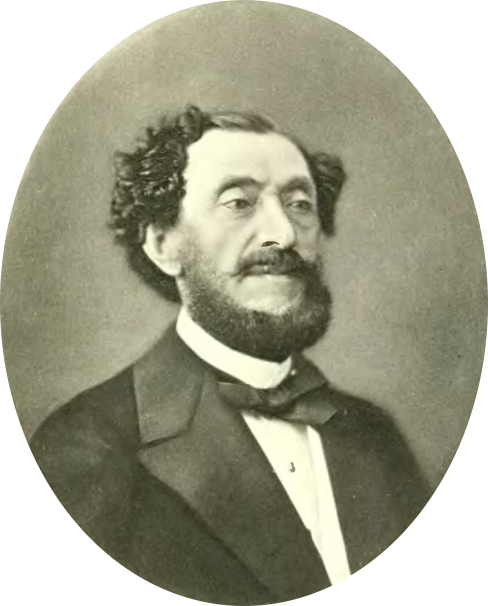
Barbu Dimitrie Știrbei nach 1860

### Politischer Werdegang
Ab 1817 studierte der junge Adlige die Rechtswissenschaften, Wirtschaftswissenschaften und Philosophie in Paris und wurde dort 1819 in eine Freimaurerloge aufgenommen. Nach erfolgreich abgelegten Examina kehrte er in seine Heimat zurück.
Nachdem er sich während der Unruhen von 1821 in Siebenbürgen aufgehalten hatte, kehrte er 1826 endgültig in die Walachei zurück und trat in die Dienste des Fürsten Grigore IV. Ghica, wo er zuerst Leiter des Departments des Innern, sodann 1831 Staatssekretär wurde und sich an der Ausarbeitung des vom Russischen Reich initiierten Regulamentul Organic, das erstmals Aufgaben der Verwaltung, der Justiz und des Militärs definierte und zu einer frühen Form des Parlamentarismus führen sollte, beteiligte. Danach wurde er oberster Beauftragter für Kirchenfragen (1832) und für Justiz (1837). In jener Zeit hatte er sich zweimal um den Thron des Fürstentums beworben (1834 und 1842), war aber gescheitert. Bevor er für zwei Jahre nach Paris zurückkehrte übte er zwischen 1844 und 1847 das Amt des Innenministers unter der Herrschaft seines Bruders Gheorghe aus.
Zusammen mit seinem Bruder Gheorghe trat er der 1827 von Dinicu Golescu und Ion Heliade-Rădulescu begründeten „Soţietatea literară românească“ („Rumänische Gesellschaft für Literatur“) bei, deren Charakter auf den Prinzipien der Freimaurerei basierte. In deren Programm wurde die Umwandlung von „Sfântul Sava“ in eine Hochschule vorgeschlagen sowie die Eröffnung einer weiteren solchen Institution in Craiova und die Gründung von Schulen in fast allen Ortschaften der Walachei gefordert. Außerdem versuchte die Gesellschaft, die Edition rumänischsprachiger Zeitungen zu fördern, und verlangte ein Ende des staatlichen Monopols auf Druckmaschinen. Der Hauptsitz war am Podul Mogoşoaiei in Bukarest.

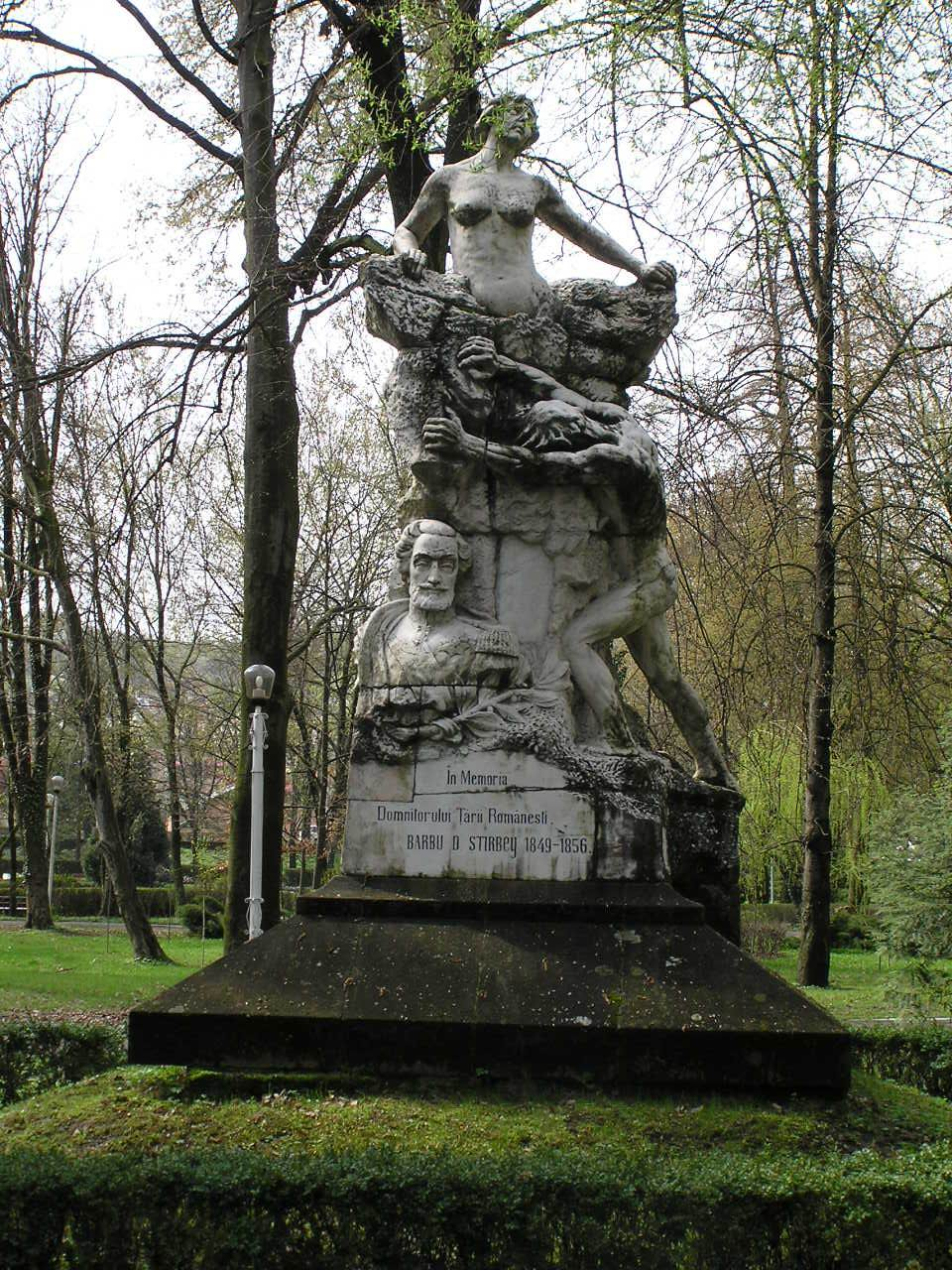
Denkmal für Barbu D. Știrbei im Stadtpark von Râmnicu Vâlcea

### Der Herrscher
Nachdem die Revolutionsregierung 1848 von osmanischen Truppen gestürzt worden war und ein neuer Fürst ernannt werden musste, unterstützte Sultan Abdülmecid I. Barbu Ştirbei für dieses Amt. Gemäß der Konvention von Balta Liman 1849 sollte er den Thron für sieben Jahre besteigen. Seine Regentschaft begann nach der Besetzung des Landes durch osmanische und russische Truppen, die 1851 endete. Zar Nikolaus I. verlieh ihm zu diesem Anlass den kaiserlich russischen St.-Anna-Orden 1. Klasse.

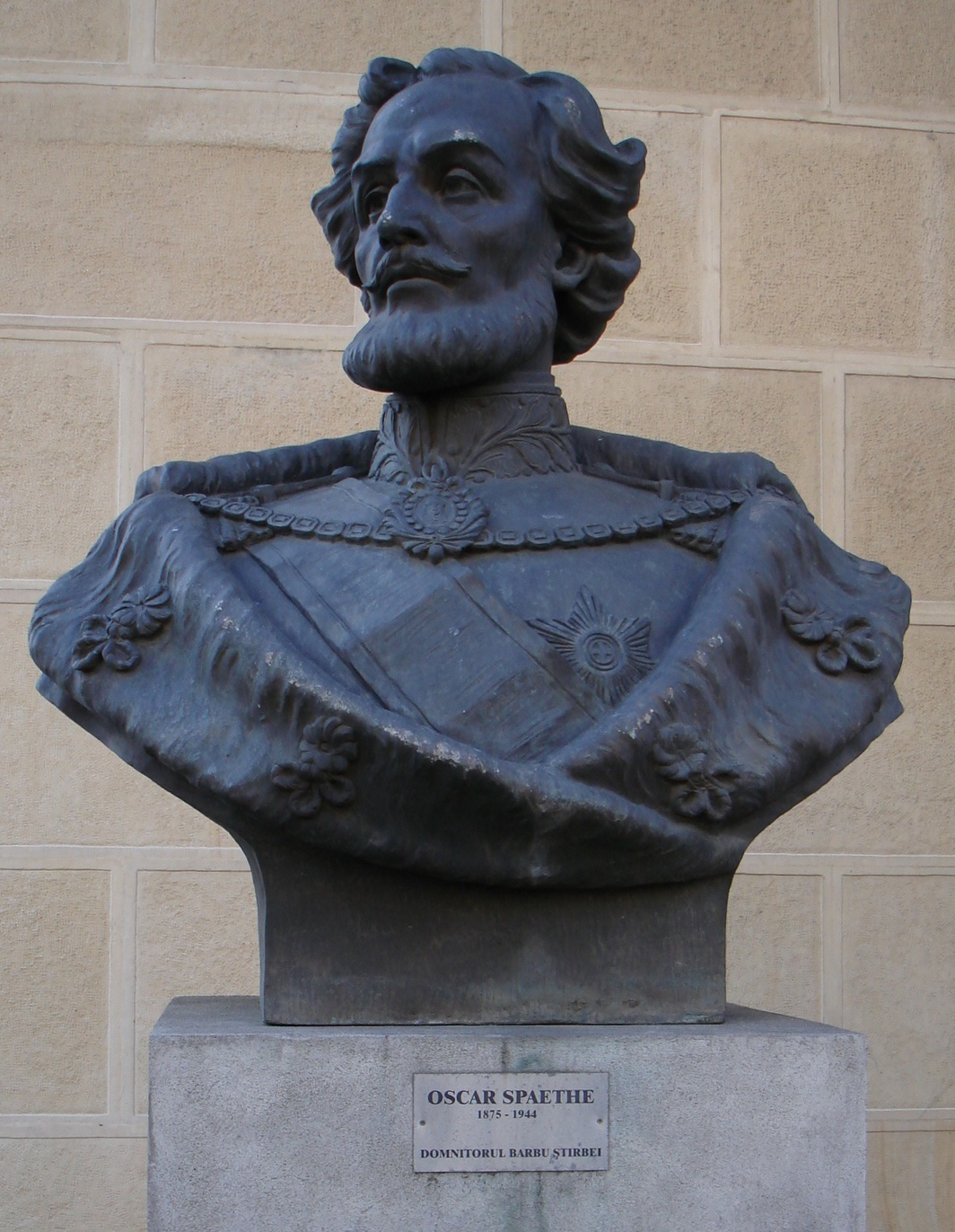
Büste von Barbu D. Știrbei in Bukarest von Oscar Späthe

Während seiner Herrschaft stieß Ştirbei moderate Reformen an, wie eine leichte Reform des Justizwesens, die die Anzahl der gelösten Rechtsstreitigkeiten erhöhte. Er unternahm Schritte, um eine – immer noch sehr konservative – Landreform durchzusetzen, indem er 1851 ein Gesetz erließ, das die Bauern zu Pächtern des bearbeiteten Landes machte. Wegen der Versklavung der Roma begrenzte er zuerst den internen Handel mit Sklaven und verbot die dabei häufigen Familientrennungen, um schließlich das Recht zur Sklavenhaltung völlig abzuschaffen. Er beschäftigte sich in dieser Zeit auch mit dem Bau des Nationaltheaters in Bukarest, der Anordnung der Parks Cotroceni und Cișmigiu sowie der Modernisierung der Verwaltung, des Bildungswesens, der Armee und Landwirtschaft.
Zu Beginn des Krimkrieges besetzten russische Truppen 1853 erneut die Walachei. Der Fürst blieb bis zur formellen Kriegserklärung des Osmanischen Reiches in Bukarest, floh anschließend im Oktober des Jahres nach Wien, kehrte aber, nach dem russischen Rückzug und der folgenden österreichischen und osmanischen Besetzung, im September 1854 zurück.
Nach dem Kriegsende 1856 votierte er bei den Verhandlungen zum Vertrag von Paris für die Vereinigung der Fürstentümer der Moldau und Walachei, zumal er hoffte, Fürst der vereinigten Länder zu werden. Doch zog er sich nach dem Ende seiner Amtszeit als Herrscher der Walachei zurück und zog nach Paris.
Im Jahr 1857 wurde er zum Abgeordneten des herrschaftlichen Rates ad hoc gewählt, einer Versammlung mit der Aufgabe, der Walachei eine neue Verfassungsordnung zu geben. Nach der Vereinigung der beiden Länder durch die Wahl von Alexandru Ioan Cuzas als „Domnitor“ kehrte er zusammen mit seinem Bruder Gheorghe (Bibescu) nach Paris zurück.
Noch einmal trat Știrbei ins politische Rampenlicht, als er 1866 zur Unterstützung des neu gewählten Fürsten Karl von Hohenzollern-Sigmaringen des Fürstentums Rumänien nach Bukarest reiste.
Sein älterer Sohn George Barbu Știrbei (1828–1925) war vom 15. Juli 1866 bis zum 21. Februar 1867 rumänischer Außenminister. Der jüngere Sohn Alexandru Barbu Știrbei (1837–1895) war ein Mitgründer der Konservativen Partei und diente unter König Karl I. 1888–1889 als Innenminister im Kabinett von Theodor Rosetti und 1891 als Finanzminister im Kabinett von Ion Emanuel Florescu. Alexandrus Sohn Fürst Barbu Știrbey (1872–1946) war im Juni 1927 kurzzeitig Ministerpräsident.